# Кривавий кулак 3: Змушений боротися
Кривавий кулак 3: Змушений боротися (англ. Bloodfist III: Forced to Fight) — американський бойовик 1992 року.

## Сюжет
Джиммі Боланд, який безвинно відбуває покарання, кидає виклик тюремній наркомафії. В решті йому оголошують війну і чорні, і білі. Один лише мудрий негр-непротивленець Старк на його боці.

## У ролях
- Дон «Дракон» Вілсон — Джиммі Боланд
- Річард Раундтрі — Семюел Старк
- Грегорі МакКінні — Блу
- Рік Дін — Вілхед
- Річард Пол — Годдард
- Чарльз Босуелл — Тейлор
- Джон Кардон — обманщик
- Бред Блейсделл — Пізані
- Стен Лонгінідіс — Leadbottom
- Тоні ДіБенедетто — Тоні Ді
- Андре Розі Браун — Клінт
- Дж.В. Сміт — Спортивний Чорний
- Лаура Стокман — Конні
- Кевін Девіс — Стюарт
- Пітер Каннінгем — Чемпіон
- Боб Шотт — дивний Віллі
- Джо Гарсіа — Чикаго
- Анджело Каллахан — Француз Фрай
- Джон Фрідман — охоронець
- Макс Хантер — Палмер
- Пет Андерсон — Елейн
- Дженні Белл — Діана «ТНТ» Джексон